# Alin Fică
Alin Răzvan Fică (2001. június 14.) román hivatásos labdarúgó, a CFR Cluj csapatában játszik középpályásként. Magyar szempontból legemlékezetesebb gólja a Paksi FC ellen született az Európa-liga 2025-26-os szezonjában az 1. selejtező körben

## Elismerései
- Román labdarúgó-bajnokság győzelem: 2019–20,2021–22
- Román labdarúgókupa győzelem 2024-25
- Román labdarúgó-szuperkupa második hely 2024-25